# Stammbaum der Häuser Lancaster und York
|                                    |                                    |                                    |                                    |                                                         |                                                         |                                                         |                                                         |                                                         |                                                         |                              |                              |                              |                              | Eduard III. 1327–1377 | Eduard III. 1327–1377 | Eduard III. 1327–1377   | Eduard III. 1327–1377   | Eduard III. 1327–1377   | Eduard III. 1327–1377   |                                        |                                        |                                        |                                        |                                        |                                        | Philippa of Hainault     | Philippa of Hainault     | Philippa of Hainault             | Philippa of Hainault             | Philippa of Hainault             | Philippa of Hainault             |                                                       |                                                       |                                                       |                                                       |                                                       |                                                       |  |  |                              |                              |                              |                              |                              |                              |  |  |                                             |                                             |                                             |                                             |                                             |                                             |  |  |                                                                        |                                                                        |                                                                        |                                                                        |                                                                        |                                                                        |  |  |                                     |                                     |                                     |                                     |                                     |                                     |  |  |  |  |  |  |  |  |  |  |  |  |  |  |  |  |  |  |  |  |  |  |  |  |  |  |  |  |  |  |  |  |  |  |  |  |
|                                    |                                    |                                    |                                    |                                                         |                                                         |                                                         |                                                         |                                                         |                                                         |                              |                              |                              |                              | Eduard III. 1327–1377 | Eduard III. 1327–1377 | Eduard III. 1327–1377   | Eduard III. 1327–1377   | Eduard III. 1327–1377   | Eduard III. 1327–1377   |                                        |                                        |                                        |                                        |                                        |                                        | Philippa of Hainault     | Philippa of Hainault     | Philippa of Hainault             | Philippa of Hainault             | Philippa of Hainault             | Philippa of Hainault             |                                                       |                                                       |                                                       |                                                       |                                                       |                                                       |  |  |                              |                              |                              |                              |                              |                              |  |  |                                             |                                             |                                             |                                             |                                             |                                             |  |  |                                                                        |                                                                        |                                                                        |                                                                        |                                                                        |                                                                        |  |  |                                     |                                     |                                     |                                     |                                     |                                     |  |  |  |  |  |  |  |  |  |  |  |  |  |  |  |  |  |  |  |  |  |  |  |  |  |  |  |  |  |  |  |  |  |  |  |  |
|                                    |                                    |                                    |                                    |                                                         |                                                         |                                                         |                                                         |                                                         |                                                         |                              |                              |                              |                              |                       |                       |                         |                         |                         |                         |                                        |                                        |                                        |                                        |                                        |                                        |                          |                          |                                  |                                  |                                  |                                  |                                                       |                                                       |                                                       |                                                       |                                                       |                                                       |  |  |                              |                              |                              |                              |                              |                              |  |  |                                             |                                             |                                             |                                             |                                             |                                             |  |  |                                                                        |                                                                        |                                                                        |                                                                        |                                                                        |                                                                        |  |  |                                     |                                     |                                     |                                     |                                     |                                     |  |  |  |  |  |  |  |  |  |  |  |  |  |  |  |  |  |  |  |  |  |  |  |  |  |  |  |  |  |  |  |  |  |  |  |  |
|                                    |                                    |                                    |                                    |                                                         |                                                         |                                                         |                                                         |                                                         |                                                         |                              |                              |                              |                              |                       |                       |                         |                         |                         |                         |                                        |                                        |                                        |                                        |                                        |                                        |                          |                          |                                  |                                  |                                  |                                  |                                                       |                                                       |                                                       |                                                       |                                                       |                                                       |  |  |                              |                              |                              |                              |                              |                              |  |  |                                             |                                             |                                             |                                             |                                             |                                             |  |  |                                                                        |                                                                        |                                                                        |                                                                        |                                                                        |                                                                        |  |  |                                     |                                     |                                     |                                     |                                     |                                     |  |  |  |  |  |  |  |  |  |  |  |  |  |  |  |  |  |  |  |  |  |  |  |  |  |  |  |  |  |  |  |  |  |  |  |  |
| Edward of Woodstock ⚭ Joan of Kent | Edward of Woodstock ⚭ Joan of Kent | Edward of Woodstock ⚭ Joan of Kent | Edward of Woodstock ⚭ Joan of Kent | Edward of Woodstock ⚭ Joan of Kent                      | Edward of Woodstock ⚭ Joan of Kent                      |                                                         |                                                         | Lionel of Antwerp                                       | Lionel of Antwerp                                       | Lionel of Antwerp            | Lionel of Antwerp            | Lionel of Antwerp            | Lionel of Antwerp            |                       |                       | Blanche of Lancaster    | Blanche of Lancaster    | Blanche of Lancaster    | Blanche of Lancaster    | Blanche of Lancaster                   | Blanche of Lancaster                   |                                        |                                        | John of Gaunt                          | John of Gaunt                          | John of Gaunt            | John of Gaunt            | John of Gaunt                    | John of Gaunt                    |                                  |                                  | Catherine Swynford                                    | Catherine Swynford                                    | Catherine Swynford                                    | Catherine Swynford                                    | Catherine Swynford                                    | Catherine Swynford                                    |  |  | Thomas of Woodstock          | Thomas of Woodstock          | Thomas of Woodstock          | Thomas of Woodstock          | Thomas of Woodstock          | Thomas of Woodstock          |  |  | Edmund of Langley ⚭ Isabella von Kastilien  | Edmund of Langley ⚭ Isabella von Kastilien  | Edmund of Langley ⚭ Isabella von Kastilien  | Edmund of Langley ⚭ Isabella von Kastilien  | Edmund of Langley ⚭ Isabella von Kastilien  | Edmund of Langley ⚭ Isabella von Kastilien  |  |  |                                                                        |                                                                        |                                                                        |                                                                        |                                                                        |                                                                        |  |  |                                     |                                     |                                     |                                     |                                     |                                     |  |  |  |  |  |  |  |  |  |  |  |  |  |  |  |  |  |  |  |  |  |  |  |  |  |  |  |  |  |  |  |  |  |  |  |  |
| Edward of Woodstock ⚭ Joan of Kent | Edward of Woodstock ⚭ Joan of Kent | Edward of Woodstock ⚭ Joan of Kent | Edward of Woodstock ⚭ Joan of Kent | Edward of Woodstock ⚭ Joan of Kent                      | Edward of Woodstock ⚭ Joan of Kent                      |                                                         |                                                         | Lionel of Antwerp                                       | Lionel of Antwerp                                       | Lionel of Antwerp            | Lionel of Antwerp            | Lionel of Antwerp            | Lionel of Antwerp            |                       |                       | Blanche of Lancaster    | Blanche of Lancaster    | Blanche of Lancaster    | Blanche of Lancaster    | Blanche of Lancaster                   | Blanche of Lancaster                   |                                        |                                        | John of Gaunt                          | John of Gaunt                          | John of Gaunt            | John of Gaunt            | John of Gaunt                    | John of Gaunt                    |                                  |                                  | Catherine Swynford                                    | Catherine Swynford                                    | Catherine Swynford                                    | Catherine Swynford                                    | Catherine Swynford                                    | Catherine Swynford                                    |  |  | Thomas of Woodstock          | Thomas of Woodstock          | Thomas of Woodstock          | Thomas of Woodstock          | Thomas of Woodstock          | Thomas of Woodstock          |  |  | Edmund of Langley ⚭ Isabella von Kastilien  | Edmund of Langley ⚭ Isabella von Kastilien  | Edmund of Langley ⚭ Isabella von Kastilien  | Edmund of Langley ⚭ Isabella von Kastilien  | Edmund of Langley ⚭ Isabella von Kastilien  | Edmund of Langley ⚭ Isabella von Kastilien  |  |  |                                                                        |                                                                        |                                                                        |                                                                        |                                                                        |                                                                        |  |  |                                     |                                     |                                     |                                     |                                     |                                     |  |  |  |  |  |  |  |  |  |  |  |  |  |  |  |  |  |  |  |  |  |  |  |  |  |  |  |  |  |  |  |  |  |  |  |  |
|                                    |                                    |                                    |                                    |                                                         |                                                         |                                                         |                                                         |                                                         |                                                         |                              |                              |                              |                              |                       |                       |                         |                         |                         |                         |                                        |                                        |                                        |                                        |                                        |                                        |                          |                          |                                  |                                  |                                  |                                  |                                                       |                                                       |                                                       |                                                       |                                                       |                                                       |  |  |                              |                              |                              |                              |                              |                              |  |  |                                             |                                             |                                             |                                             |                                             |                                             |  |  |                                                                        |                                                                        |                                                                        |                                                                        |                                                                        |                                                                        |  |  |                                     |                                     |                                     |                                     |                                     |                                     |  |  |  |  |  |  |  |  |  |  |  |  |  |  |  |  |  |  |  |  |  |  |  |  |  |  |  |  |  |  |  |  |  |  |  |  |
|                                    |                                    |                                    |                                    |                                                         |                                                         |                                                         |                                                         |                                                         |                                                         |                              |                              |                              |                              |                       |                       |                         |                         |                         |                         |                                        |                                        |                                        |                                        |                                        |                                        |                          |                          |                                  |                                  |                                  |                                  |                                                       |                                                       |                                                       |                                                       |                                                       |                                                       |  |  |                              |                              |                              |                              |                              |                              |  |  |                                             |                                             |                                             |                                             |                                             |                                             |  |  |                                                                        |                                                                        |                                                                        |                                                                        |                                                                        |                                                                        |  |  |                                     |                                     |                                     |                                     |                                     |                                     |  |  |  |  |  |  |  |  |  |  |  |  |  |  |  |  |  |  |  |  |  |  |  |  |  |  |  |  |  |  |  |  |  |  |  |  |
| Richard II. 1377–1399              | Richard II. 1377–1399              | Richard II. 1377–1399              | Richard II. 1377–1399              | Richard II. 1377–1399                                   | Richard II. 1377–1399                                   |                                                         |                                                         | Philippa, Countess of Ulster                            | Philippa, Countess of Ulster                            | Philippa, Countess of Ulster | Philippa, Countess of Ulster | Philippa, Countess of Ulster | Philippa, Countess of Ulster |                       |                       |                         |                         |                         |                         | Heinrich IV. 1399–1413 ⚭ Mary de Bohun | Heinrich IV. 1399–1413 ⚭ Mary de Bohun | Heinrich IV. 1399–1413 ⚭ Mary de Bohun | Heinrich IV. 1399–1413 ⚭ Mary de Bohun | Heinrich IV. 1399–1413 ⚭ Mary de Bohun | Heinrich IV. 1399–1413 ⚭ Mary de Bohun |                          |                          | John Beaufort ⚭ Margaret Holland | John Beaufort ⚭ Margaret Holland | John Beaufort ⚭ Margaret Holland | John Beaufort ⚭ Margaret Holland | John Beaufort ⚭ Margaret Holland                      | John Beaufort ⚭ Margaret Holland                      |                                                       |                                                       |                                                       |                                                       |  |  |                              |                              |                              |                              |                              |                              |  |  | Edward of Norwich                           | Edward of Norwich                           | Edward of Norwich                           | Edward of Norwich                           | Edward of Norwich                           | Edward of Norwich                           |  |  | Richard of Conisburgh ⚭ Anne Mortimer (Enkelin von Philippa of Ulster) | Richard of Conisburgh ⚭ Anne Mortimer (Enkelin von Philippa of Ulster) | Richard of Conisburgh ⚭ Anne Mortimer (Enkelin von Philippa of Ulster) | Richard of Conisburgh ⚭ Anne Mortimer (Enkelin von Philippa of Ulster) | Richard of Conisburgh ⚭ Anne Mortimer (Enkelin von Philippa of Ulster) | Richard of Conisburgh ⚭ Anne Mortimer (Enkelin von Philippa of Ulster) |  |  |                                     |                                     |                                     |                                     |                                     |                                     |  |  |  |  |  |  |  |  |  |  |  |  |  |  |  |  |  |  |  |  |  |  |  |  |  |  |  |  |  |  |  |  |  |  |  |  |
| Richard II. 1377–1399              | Richard II. 1377–1399              | Richard II. 1377–1399              | Richard II. 1377–1399              | Richard II. 1377–1399                                   | Richard II. 1377–1399                                   |                                                         |                                                         | Philippa, Countess of Ulster                            | Philippa, Countess of Ulster                            | Philippa, Countess of Ulster | Philippa, Countess of Ulster | Philippa, Countess of Ulster | Philippa, Countess of Ulster |                       |                       |                         |                         |                         |                         | Heinrich IV. 1399–1413 ⚭ Mary de Bohun | Heinrich IV. 1399–1413 ⚭ Mary de Bohun | Heinrich IV. 1399–1413 ⚭ Mary de Bohun | Heinrich IV. 1399–1413 ⚭ Mary de Bohun | Heinrich IV. 1399–1413 ⚭ Mary de Bohun | Heinrich IV. 1399–1413 ⚭ Mary de Bohun |                          |                          | John Beaufort ⚭ Margaret Holland | John Beaufort ⚭ Margaret Holland | John Beaufort ⚭ Margaret Holland | John Beaufort ⚭ Margaret Holland | John Beaufort ⚭ Margaret Holland                      | John Beaufort ⚭ Margaret Holland                      |                                                       |                                                       |                                                       |                                                       |  |  |                              |                              |                              |                              |                              |                              |  |  | Edward of Norwich                           | Edward of Norwich                           | Edward of Norwich                           | Edward of Norwich                           | Edward of Norwich                           | Edward of Norwich                           |  |  | Richard of Conisburgh ⚭ Anne Mortimer (Enkelin von Philippa of Ulster) | Richard of Conisburgh ⚭ Anne Mortimer (Enkelin von Philippa of Ulster) | Richard of Conisburgh ⚭ Anne Mortimer (Enkelin von Philippa of Ulster) | Richard of Conisburgh ⚭ Anne Mortimer (Enkelin von Philippa of Ulster) | Richard of Conisburgh ⚭ Anne Mortimer (Enkelin von Philippa of Ulster) | Richard of Conisburgh ⚭ Anne Mortimer (Enkelin von Philippa of Ulster) |  |  |                                     |                                     |                                     |                                     |                                     |                                     |  |  |  |  |  |  |  |  |  |  |  |  |  |  |  |  |  |  |  |  |  |  |  |  |  |  |  |  |  |  |  |  |  |  |  |  |
|                                    |                                    |                                    |                                    |                                                         |                                                         |                                                         |                                                         |                                                         |                                                         |                              |                              |                              |                              |                       |                       |                         |                         |                         |                         |                                        |                                        |                                        |                                        |                                        |                                        |                          |                          |                                  |                                  |                                  |                                  |                                                       |                                                       |                                                       |                                                       |                                                       |                                                       |  |  |                              |                              |                              |                              |                              |                              |  |  |                                             |                                             |                                             |                                             |                                             |                                             |  |  |                                                                        |                                                                        |                                                                        |                                                                        |                                                                        |                                                                        |  |  |                                     |                                     |                                     |                                     |                                     |                                     |  |  |  |  |  |  |  |  |  |  |  |  |  |  |  |  |  |  |  |  |  |  |  |  |  |  |  |  |  |  |  |  |  |  |  |  |
|                                    |                                    |                                    |                                    |                                                         |                                                         |                                                         |                                                         |                                                         |                                                         |                              |                              |                              |                              |                       |                       |                         |                         |                         |                         |                                        |                                        |                                        |                                        |                                        |                                        |                          |                          |                                  |                                  |                                  |                                  |                                                       |                                                       |                                                       |                                                       |                                                       |                                                       |  |  |                              |                              |                              |                              |                              |                              |  |  |                                             |                                             |                                             |                                             |                                             |                                             |  |  |                                                                        |                                                                        |                                                                        |                                                                        |                                                                        |                                                                        |  |  |                                     |                                     |                                     |                                     |                                     |                                     |  |  |  |  |  |  |  |  |  |  |  |  |  |  |  |  |  |  |  |  |  |  |  |  |  |  |  |  |  |  |  |  |  |  |  |  |
|                                    |                                    |                                    |                                    |                                                         |                                                         |                                                         |                                                         |                                                         |                                                         |                              |                              |                              |                              |                       |                       |                         |                         |                         |                         |                                        |                                        |                                        |                                        |                                        |                                        |                          |                          |                                  |                                  |                                  |                                  |                                                       |                                                       |                                                       |                                                       |                                                       |                                                       |  |  |                              |                              |                              |                              |                              |                              |  |  |                                             |                                             |                                             |                                             |                                             |                                             |  |  |                                                                        |                                                                        |                                                                        |                                                                        |                                                                        |                                                                        |  |  |                                     |                                     |                                     |                                     |                                     |                                     |  |  |  |  |  |  |  |  |  |  |  |  |  |  |  |  |  |  |  |  |  |  |  |  |  |  |  |  |  |  |  |  |  |  |  |  |
| Heinrich V. 1413–1422              | Heinrich V. 1413–1422              | Heinrich V. 1413–1422              | Heinrich V. 1413–1422              | Heinrich V. 1413–1422                                   | Heinrich V. 1413–1422                                   |                                                         |                                                         | Katharina von Valois                                    | Katharina von Valois                                    | Katharina von Valois         | Katharina von Valois         | Katharina von Valois         | Katharina von Valois         |                       |                       | Owen Tudor              | Owen Tudor              | Owen Tudor              | Owen Tudor              | Owen Tudor                             | Owen Tudor                             |                                        |                                        | Thomas, Duke of Clarence               | Thomas, Duke of Clarence               | Thomas, Duke of Clarence | Thomas, Duke of Clarence | Thomas, Duke of Clarence         | Thomas, Duke of Clarence         |                                  |                                  | John, Duke of Bedford                                 | John, Duke of Bedford                                 | John, Duke of Bedford                                 | John, Duke of Bedford                                 | John, Duke of Bedford                                 | John, Duke of Bedford                                 |  |  | Humphrey, Duke of Gloucester | Humphrey, Duke of Gloucester | Humphrey, Duke of Gloucester | Humphrey, Duke of Gloucester | Humphrey, Duke of Gloucester | Humphrey, Duke of Gloucester |  |  | John, Duke of Somerset ⚭ Margaret Beauchamp | John, Duke of Somerset ⚭ Margaret Beauchamp | John, Duke of Somerset ⚭ Margaret Beauchamp | John, Duke of Somerset ⚭ Margaret Beauchamp | John, Duke of Somerset ⚭ Margaret Beauchamp | John, Duke of Somerset ⚭ Margaret Beauchamp |  |  | Richard, Duke of York ⚭ Cecily Neville                                 | Richard, Duke of York ⚭ Cecily Neville                                 | Richard, Duke of York ⚭ Cecily Neville                                 | Richard, Duke of York ⚭ Cecily Neville                                 | Richard, Duke of York ⚭ Cecily Neville                                 | Richard, Duke of York ⚭ Cecily Neville                                 |  |  |                                     |                                     |                                     |                                     |                                     |                                     |  |  |  |  |  |  |  |  |  |  |  |  |  |  |  |  |  |  |  |  |  |  |  |  |  |  |  |  |  |  |  |  |  |  |  |  |
| Heinrich V. 1413–1422              | Heinrich V. 1413–1422              | Heinrich V. 1413–1422              | Heinrich V. 1413–1422              | Heinrich V. 1413–1422                                   | Heinrich V. 1413–1422                                   |                                                         |                                                         | Katharina von Valois                                    | Katharina von Valois                                    | Katharina von Valois         | Katharina von Valois         | Katharina von Valois         | Katharina von Valois         |                       |                       | Owen Tudor              | Owen Tudor              | Owen Tudor              | Owen Tudor              | Owen Tudor                             | Owen Tudor                             |                                        |                                        | Thomas, Duke of Clarence               | Thomas, Duke of Clarence               | Thomas, Duke of Clarence | Thomas, Duke of Clarence | Thomas, Duke of Clarence         | Thomas, Duke of Clarence         |                                  |                                  | John, Duke of Bedford                                 | John, Duke of Bedford                                 | John, Duke of Bedford                                 | John, Duke of Bedford                                 | John, Duke of Bedford                                 | John, Duke of Bedford                                 |  |  | Humphrey, Duke of Gloucester | Humphrey, Duke of Gloucester | Humphrey, Duke of Gloucester | Humphrey, Duke of Gloucester | Humphrey, Duke of Gloucester | Humphrey, Duke of Gloucester |  |  | John, Duke of Somerset ⚭ Margaret Beauchamp | John, Duke of Somerset ⚭ Margaret Beauchamp | John, Duke of Somerset ⚭ Margaret Beauchamp | John, Duke of Somerset ⚭ Margaret Beauchamp | John, Duke of Somerset ⚭ Margaret Beauchamp | John, Duke of Somerset ⚭ Margaret Beauchamp |  |  | Richard, Duke of York ⚭ Cecily Neville                                 | Richard, Duke of York ⚭ Cecily Neville                                 | Richard, Duke of York ⚭ Cecily Neville                                 | Richard, Duke of York ⚭ Cecily Neville                                 | Richard, Duke of York ⚭ Cecily Neville                                 | Richard, Duke of York ⚭ Cecily Neville                                 |  |  |                                     |                                     |                                     |                                     |                                     |                                     |  |  |  |  |  |  |  |  |  |  |  |  |  |  |  |  |  |  |  |  |  |  |  |  |  |  |  |  |  |  |  |  |  |  |  |  |
|                                    |                                    |                                    |                                    |                                                         |                                                         |                                                         |                                                         |                                                         |                                                         |                              |                              |                              |                              |                       |                       |                         |                         |                         |                         |                                        |                                        |                                        |                                        |                                        |                                        |                          |                          |                                  |                                  |                                  |                                  |                                                       |                                                       |                                                       |                                                       |                                                       |                                                       |  |  |                              |                              |                              |                              |                              |                              |  |  |                                             |                                             |                                             |                                             |                                             |                                             |  |  |                                                                        |                                                                        |                                                                        |                                                                        |                                                                        |                                                                        |  |  |                                     |                                     |                                     |                                     |                                     |                                     |  |  |  |  |  |  |  |  |  |  |  |  |  |  |  |  |  |  |  |  |  |  |  |  |  |  |  |  |  |  |  |  |  |  |  |  |
|                                    |                                    |                                    |                                    |                                                         |                                                         |                                                         |                                                         |                                                         |                                                         |                              |                              |                              |                              |                       |                       |                         |                         |                         |                         |                                        |                                        |                                        |                                        |                                        |                                        |                          |                          |                                  |                                  |                                  |                                  |                                                       |                                                       |                                                       |                                                       |                                                       |                                                       |  |  |                              |                              |                              |                              |                              |                              |  |  |                                             |                                             |                                             |                                             |                                             |                                             |  |  |                                                                        |                                                                        |                                                                        |                                                                        |                                                                        |                                                                        |  |  |                                     |                                     |                                     |                                     |                                     |                                     |  |  |  |  |  |  |  |  |  |  |  |  |  |  |  |  |  |  |  |  |  |  |  |  |  |  |  |  |  |  |  |  |  |  |  |  |
|                                    |                                    |                                    |                                    |                                                         |                                                         |                                                         |                                                         |                                                         |                                                         |                              |                              |                              |                              |                       |                       |                         |                         |                         |                         |                                        |                                        |                                        |                                        |                                        |                                        |                          |                          |                                  |                                  |                                  |                                  |                                                       |                                                       |                                                       |                                                       |                                                       |                                                       |  |  |                              |                              |                              |                              |                              |                              |  |  |                                             |                                             |                                             |                                             |                                             |                                             |  |  |                                                                        |                                                                        |                                                                        |                                                                        |                                                                        |                                                                        |  |  |                                     |                                     |                                     |                                     |                                     |                                     |  |  |  |  |  |  |  |  |  |  |  |  |  |  |  |  |  |  |  |  |  |  |  |  |  |  |  |  |  |  |  |  |  |  |  |  |
|                                    |                                    |                                    |                                    |                                                         |                                                         |                                                         |                                                         |                                                         |                                                         |                              |                              |                              |                              |                       |                       |                         |                         |                         |                         |                                        |                                        |                                        |                                        |                                        |                                        |                          |                          |                                  |                                  |                                  |                                  |                                                       |                                                       |                                                       |                                                       |                                                       |                                                       |  |  |                              |                              |                              |                              |                              |                              |  |  |                                             |                                             |                                             |                                             |                                             |                                             |  |  |                                                                        |                                                                        |                                                                        |                                                                        |                                                                        |                                                                        |  |  |                                     |                                     |                                     |                                     |                                     |                                     |  |  |  |  |  |  |  |  |  |  |  |  |  |  |  |  |  |  |  |  |  |  |  |  |  |  |  |  |  |  |  |  |  |  |  |  |
|                                    |                                    |                                    |                                    | Heinrich VI. 1422–1461; 1470–1471 ⚭ Margarete von Anjou | Heinrich VI. 1422–1461; 1470–1471 ⚭ Margarete von Anjou | Heinrich VI. 1422–1461; 1470–1471 ⚭ Margarete von Anjou | Heinrich VI. 1422–1461; 1470–1471 ⚭ Margarete von Anjou | Heinrich VI. 1422–1461; 1470–1471 ⚭ Margarete von Anjou | Heinrich VI. 1422–1461; 1470–1471 ⚭ Margarete von Anjou |                              |                              | Edmund Tudor                 | Edmund Tudor                 | Edmund Tudor          | Edmund Tudor          | Edmund Tudor            | Edmund Tudor            |                         |                         | Margaret Beaufort                      | Margaret Beaufort                      | Margaret Beaufort                      | Margaret Beaufort                      | Margaret Beaufort                      | Margaret Beaufort                      |                          |                          |                                  |                                  |                                  |                                  | Eduard IV. 1461–1470; 1471–1483 ⚭ Elizabeth Woodville | Eduard IV. 1461–1470; 1471–1483 ⚭ Elizabeth Woodville | Eduard IV. 1461–1470; 1471–1483 ⚭ Elizabeth Woodville | Eduard IV. 1461–1470; 1471–1483 ⚭ Elizabeth Woodville | Eduard IV. 1461–1470; 1471–1483 ⚭ Elizabeth Woodville | Eduard IV. 1461–1470; 1471–1483 ⚭ Elizabeth Woodville |  |  | Edmund, Earl of Rutland      | Edmund, Earl of Rutland      | Edmund, Earl of Rutland      | Edmund, Earl of Rutland      | Edmund, Earl of Rutland      | Edmund, Earl of Rutland      |  |  | George, Duke of Clarence                    | George, Duke of Clarence                    | George, Duke of Clarence                    | George, Duke of Clarence                    | George, Duke of Clarence                    | George, Duke of Clarence                    |  |  | Richard III. 1483–1485 ⚭ Anne Neville                                  | Richard III. 1483–1485 ⚭ Anne Neville                                  | Richard III. 1483–1485 ⚭ Anne Neville                                  | Richard III. 1483–1485 ⚭ Anne Neville                                  | Richard III. 1483–1485 ⚭ Anne Neville                                  | Richard III. 1483–1485 ⚭ Anne Neville                                  |  |  | Elizabeth of York ⚭ John de la Pole | Elizabeth of York ⚭ John de la Pole | Elizabeth of York ⚭ John de la Pole | Elizabeth of York ⚭ John de la Pole | Elizabeth of York ⚭ John de la Pole | Elizabeth of York ⚭ John de la Pole |  |  |  |  |  |  |  |  |  |  |  |  |  |  |  |  |  |  |  |  |  |  |  |  |  |  |  |  |  |  |  |  |  |  |  |  |
|                                    |                                    |                                    |                                    | Heinrich VI. 1422–1461; 1470–1471 ⚭ Margarete von Anjou | Heinrich VI. 1422–1461; 1470–1471 ⚭ Margarete von Anjou | Heinrich VI. 1422–1461; 1470–1471 ⚭ Margarete von Anjou | Heinrich VI. 1422–1461; 1470–1471 ⚭ Margarete von Anjou | Heinrich VI. 1422–1461; 1470–1471 ⚭ Margarete von Anjou | Heinrich VI. 1422–1461; 1470–1471 ⚭ Margarete von Anjou |                              |                              | Edmund Tudor                 | Edmund Tudor                 | Edmund Tudor          | Edmund Tudor          | Edmund Tudor            | Edmund Tudor            |                         |                         | Margaret Beaufort                      | Margaret Beaufort                      | Margaret Beaufort                      | Margaret Beaufort                      | Margaret Beaufort                      | Margaret Beaufort                      |                          |                          |                                  |                                  |                                  |                                  | Eduard IV. 1461–1470; 1471–1483 ⚭ Elizabeth Woodville | Eduard IV. 1461–1470; 1471–1483 ⚭ Elizabeth Woodville | Eduard IV. 1461–1470; 1471–1483 ⚭ Elizabeth Woodville | Eduard IV. 1461–1470; 1471–1483 ⚭ Elizabeth Woodville | Eduard IV. 1461–1470; 1471–1483 ⚭ Elizabeth Woodville | Eduard IV. 1461–1470; 1471–1483 ⚭ Elizabeth Woodville |  |  | Edmund, Earl of Rutland      | Edmund, Earl of Rutland      | Edmund, Earl of Rutland      | Edmund, Earl of Rutland      | Edmund, Earl of Rutland      | Edmund, Earl of Rutland      |  |  | George, Duke of Clarence                    | George, Duke of Clarence                    | George, Duke of Clarence                    | George, Duke of Clarence                    | George, Duke of Clarence                    | George, Duke of Clarence                    |  |  | Richard III. 1483–1485 ⚭ Anne Neville                                  | Richard III. 1483–1485 ⚭ Anne Neville                                  | Richard III. 1483–1485 ⚭ Anne Neville                                  | Richard III. 1483–1485 ⚭ Anne Neville                                  | Richard III. 1483–1485 ⚭ Anne Neville                                  | Richard III. 1483–1485 ⚭ Anne Neville                                  |  |  | Elizabeth of York ⚭ John de la Pole | Elizabeth of York ⚭ John de la Pole | Elizabeth of York ⚭ John de la Pole | Elizabeth of York ⚭ John de la Pole | Elizabeth of York ⚭ John de la Pole | Elizabeth of York ⚭ John de la Pole |  |  |  |  |  |  |  |  |  |  |  |  |  |  |  |  |  |  |  |  |  |  |  |  |  |  |  |  |  |  |  |  |  |  |  |  |
|                                    |                                    |                                    |                                    |                                                         |                                                         |                                                         |                                                         |                                                         |                                                         |                              |                              |                              |                              |                       |                       |                         |                         |                         |                         |                                        |                                        |                                        |                                        |                                        |                                        |                          |                          |                                  |                                  |                                  |                                  |                                                       |                                                       |                                                       |                                                       |                                                       |                                                       |  |  |                              |                              |                              |                              |                              |                              |  |  |                                             |                                             |                                             |                                             |                                             |                                             |  |  |                                                                        |                                                                        |                                                                        |                                                                        |                                                                        |                                                                        |  |  |                                     |                                     |                                     |                                     |                                     |                                     |  |  |  |  |  |  |  |  |  |  |  |  |  |  |  |  |  |  |  |  |  |  |  |  |  |  |  |  |  |  |  |  |  |  |  |  |
|                                    |                                    |                                    |                                    |                                                         |                                                         |                                                         |                                                         |                                                         |                                                         |                              |                              |                              |                              |                       |                       |                         |                         |                         |                         |                                        |                                        |                                        |                                        |                                        |                                        |                          |                          |                                  |                                  |                                  |                                  |                                                       |                                                       |                                                       |                                                       |                                                       |                                                       |  |  |                              |                              |                              |                              |                              |                              |  |  |                                             |                                             |                                             |                                             |                                             |                                             |  |  |                                                                        |                                                                        |                                                                        |                                                                        |                                                                        |                                                                        |  |  |                                     |                                     |                                     |                                     |                                     |                                     |  |  |  |  |  |  |  |  |  |  |  |  |  |  |  |  |  |  |  |  |  |  |  |  |  |  |  |  |  |  |  |  |  |  |  |  |
|                                    |                                    |                                    |                                    | Edward of Westminster ⚭ Anne Neville                    | Edward of Westminster ⚭ Anne Neville                    | Edward of Westminster ⚭ Anne Neville                    | Edward of Westminster ⚭ Anne Neville                    | Edward of Westminster ⚭ Anne Neville                    | Edward of Westminster ⚭ Anne Neville                    |                              |                              |                              |                              |                       |                       | Heinrich VII. 1485–1509 | Heinrich VII. 1485–1509 | Heinrich VII. 1485–1509 | Heinrich VII. 1485–1509 | Heinrich VII. 1485–1509                | Heinrich VII. 1485–1509                |                                        |                                        | Elizabeth of York                      | Elizabeth of York                      | Elizabeth of York        | Elizabeth of York        | Elizabeth of York                | Elizabeth of York                |                                  |                                  | Eduard V. 1483                                        | Eduard V. 1483                                        | Eduard V. 1483                                        | Eduard V. 1483                                        | Eduard V. 1483                                        | Eduard V. 1483                                        |  |  | Richard, Duke of York        | Richard, Duke of York        | Richard, Duke of York        | Richard, Duke of York        | Richard, Duke of York        | Richard, Duke of York        |  |  | Edward, Earl of Warwick                     | Edward, Earl of Warwick                     | Edward, Earl of Warwick                     | Edward, Earl of Warwick                     | Edward, Earl of Warwick                     | Edward, Earl of Warwick                     |  |  | Edward of Middleham                                                    | Edward of Middleham                                                    | Edward of Middleham                                                    | Edward of Middleham                                                    | Edward of Middleham                                                    | Edward of Middleham                                                    |  |  | John de la Pole, Earl of Lincoln    | John de la Pole, Earl of Lincoln    | John de la Pole, Earl of Lincoln    | John de la Pole, Earl of Lincoln    | John de la Pole, Earl of Lincoln    | John de la Pole, Earl of Lincoln    |  |  |  |  |  |  |  |  |  |  |  |  |  |  |  |  |  |  |  |  |  |  |  |  |  |  |  |  |  |  |  |  |  |  |  |  |
|                                    |                                    |                                    |                                    | Edward of Westminster ⚭ Anne Neville                    | Edward of Westminster ⚭ Anne Neville                    | Edward of Westminster ⚭ Anne Neville                    | Edward of Westminster ⚭ Anne Neville                    | Edward of Westminster ⚭ Anne Neville                    | Edward of Westminster ⚭ Anne Neville                    |                              |                              |                              |                              |                       |                       | Heinrich VII. 1485–1509 | Heinrich VII. 1485–1509 | Heinrich VII. 1485–1509 | Heinrich VII. 1485–1509 | Heinrich VII. 1485–1509                | Heinrich VII. 1485–1509                |                                        |                                        | Elizabeth of York                      | Elizabeth of York                      | Elizabeth of York        | Elizabeth of York        | Elizabeth of York                | Elizabeth of York                |                                  |                                  | Eduard V. 1483                                        | Eduard V. 1483                                        | Eduard V. 1483                                        | Eduard V. 1483                                        | Eduard V. 1483                                        | Eduard V. 1483                                        |  |  | Richard, Duke of York        | Richard, Duke of York        | Richard, Duke of York        | Richard, Duke of York        | Richard, Duke of York        | Richard, Duke of York        |  |  | Edward, Earl of Warwick                     | Edward, Earl of Warwick                     | Edward, Earl of Warwick                     | Edward, Earl of Warwick                     | Edward, Earl of Warwick                     | Edward, Earl of Warwick                     |  |  | Edward of Middleham                                                    | Edward of Middleham                                                    | Edward of Middleham                                                    | Edward of Middleham                                                    | Edward of Middleham                                                    | Edward of Middleham                                                    |  |  | John de la Pole, Earl of Lincoln    | John de la Pole, Earl of Lincoln    | John de la Pole, Earl of Lincoln    | John de la Pole, Earl of Lincoln    | John de la Pole, Earl of Lincoln    | John de la Pole, Earl of Lincoln    |  |  |  |  |  |  |  |  |  |  |  |  |  |  |  |  |  |  |  |  |  |  |  |  |  |  |  |  |  |  |  |  |  |  |  |  |

| Legende: | Legende: | Legende: | Legende: | Legende: | Legende: |  |  | Haus Lancaster /Beaufort | Haus Lancaster /Beaufort | Haus Lancaster /Beaufort | Haus Lancaster /Beaufort | Haus Lancaster /Beaufort | Haus Lancaster /Beaufort |  |  | Haus York | Haus York | Haus York | Haus York | Haus York | Haus York |  |  | Haus Tudor | Haus Tudor | Haus Tudor | Haus Tudor | Haus Tudor | Haus Tudor |